# Dexagria ushinskyi
Dexagria ushinskyi (лат.) — вид серых мясных мух, единственный в составе рода Dexagria из подсемейства Paramacronychiinae (Sarcophagidae). Эндемик Средней Азии.

## Распространение
Таджикистан, Туркменистан, Узбекистан.

## Описание
Мелкие мухи. Ариста опушена самыми длинными волосками, длина которых примерно равна наибольшему диаметру аристы; самец почти голоптичный с узким лицом и без орбитальных щетинок, с коготками длиной 1,03 тарзомера 5; у самки тергит 6 длинный, отчётливо выступает назад за тергит 5, с рассеянными дискальными волосками, скошен вниз и оставляет только горизонтальное, щелевидное отверстие для остальных терминалий.